# Mirko Casper
Mirko Casper (* 1. März 1982 in Zell an der Mosel) ist ein ehemaliger deutscher Fußballspieler. Casper spielte von 2005 bis 2012 für Alemannia Aachen, unter anderem in der Bundesliga. Er arbeitet in der Donnerberg-Kaserne Eschweiler.

## Karriere
Der gelernte Innenverteidiger, der aber während seiner aktiven Karriere alternativ Rechts- bzw. Linksverteidiger spielte, begann mit dem Fußballspielen bei der SG Bremm. Von dort aus wechselte er zum FSV Salmrohr, wo die Scouts von Bayer 04 Leverkusen auf ihn aufmerksam wurden. Mit der Bayer-A-Jugend stand Casper 2001 im Finale um die Deutsche Meisterschaft, verlor dort als Libero allerdings gegen den FC Bayern München mit 2:3. In der folgenden Saison wechselte Casper von Leverkusen zum SC Fortuna Köln. Nach einem Intermezzo bei Yurdumspor Köln, einem zeitweilig finanziell gut ausgestatteten Oberligisten, erregte er durch sehr gute Leistungen relativ schnell das Interesse von Scouts des Zweitligisten Alemannia Aachen.
Im Dezember 2004 wurde er offiziell als Neuzugang der Alemannia Aachen Amateure bekanntgegeben. Durch gute Trainingseindrücke wurde Cheftrainer Dieter Hecking schnell auf Casper aufmerksam. Am 22. April 2005 bestritt er sein erstes Zweitligaspiel gegen Rot-Weiss Essen. Im Laufe der Zeit etablierte Casper sich bei den Aachener Profis und wurde in der Aufstiegssaison zum Stammspieler. Sein Vertrag wurde vorzeitig bis 2008 verlängert, da er als hoffnungsvolles Talent galt. In der Bundesligasaison 2006/07 kam er sieben Mal zum Einsatz. Die Saison endete mit dem direkten Wiederabstieg der Aachener.
In der Saison 2007/08 musste Casper um seinen Platz in der Mannschaft kämpfen. Als er sich in der Rückrunde kurzzeitig wieder in die Startelf gespielt hatte, zog er sich im April 2008 einen Kreuzbandriss zu und bestritt erst zehn Monate später sein erstes Saisonspiel 2008/09. In seiner letzten Aachener Saison 2011/12 kam Casper noch auf sieben Einsätze, am Ende stand für den Verein der Abstieg aus der 2. Bundesliga.
Zur Saison 2012/13 wechselte er zurück zu Bayer 04 Leverkusen. Er übernahm als erfahrener Spieler in der zweiten Mannschaft eine Führungsrolle und erhielt parallel die Möglichkeit, sich im Trainerbereich fortzubilden. Er erhielt einen Dreijahresvertrag in Leverkusen. Nachdem Bayer 04 Leverkusen seine U-23 abgemeldet hatte, beendete Casper seine Profilaufbahn und spielte bis 2015 noch eine Saison für einen Amateurverein aus Burscheid. Casper hält die B-Trainerlizenz, ist als Scout für Bayer 04 Leverkusen tätig und betreut mit Beginn der Saison 2024/25 als Co-Trainer die U17.